# Człowiek, który chciał ukraść alfabet
Człowiek, który chciał ukraść alfabet – album polskiego rapera Eldo oraz duetu producenckiego Bitnix. Wydany został 19 maja 2006 roku. Na albumie zostały opublikowane utwory inspirowane takimi gatunkami muzycznymi jak: drum'n'bass, jazz oraz neo soul. Gościnnie na płycie wystąpili: Wiosna (wokalistka), Smarki Smark (raper), Jimson (raper), Emil Blef (raper), DJ Taśmy (Dany Drumz – DJ, autor skreczy), Mista Pita (wokalista ragga), Krzysztof Ścierański (basista).
Nagrania dotarły do 13. miejsca listy OLiS. Pochodząca z albumu piosenka „Diabeł na oknie” znalazła się na 33. miejscu listy 120 najważniejszych polskich utworów hip-hopowych według serwisu T-Mobile Music.

## Lista utworów
1. „A”
2. „Czysta kartka”
3. „Hala przylotów”
4. „Diabeł na oknie”
5. „Prasa, telewizja, radio”
6. „Dźwięk ludzi” gośc. Wiosna
7. „Czas (Abstrakt)”
8. „Opakowani w folię”
9. „Ucieczka z literami”
10. „Popołudnie pisarza (Sens)” gośc. Jimson
11. „Jest 1:20”
12. „Świadek z przypadku”
13. „C K C U A”
14. „Książki” gośc. Emil Blef
15. „Czas. czas. czas (podwórko)” gośc. Smarki Smark
16. „Hotel Savoy” gośc. Wiosna
17. „Dialog”
18. „Z”